# Russelia cuneata
Russelia cuneata är en grobladsväxtart som beskrevs av Robinson. Russelia cuneata ingår i släktet Russelia och familjen grobladsväxter. Inga underarter finns listade i Catalogue of Life.